# Харламов, Сергей Филиппович
Серге́й Фили́ппович Ха́рламов (1953 — 31 октября 2002 года) — российский политический и общественный деятель, военачальник, полковник запаса.

## Биография
Окончил Академию имени Фрунзе, Академию Генерального штаба. Служил в Афганистане (во время Афганской войны), возглавлял разведку 108-й мотострелковой дивизии. Имел 5 боевых наград. Последний орден, «За личное мужество», получил в Приднестровье (во время известного конфликта). Уволился в запас в звании полковника.
При Александре Лебеде занимал должность заместителя секретаря Совета Безопасности РФ. Вместе с Александром Лебедем Харламов С. Ф. принимал участие в подписании Хасавюртовских соглашений 31 августа 1996 года. По воспоминаниям участника переговоров Александра Бархатова, вклад Харламова в их организацию был «просто бесценен»:
По сути, всю расстановку сил в далеко неоднородной мятежной массе чеченцев подсвечивал именно он, рисковый разведчик. Сценарии, кандидатуры. Вот уж кого не упрекнуть в неверности интересам родины! Готовил он и нашу малоизвестную поездку для первого личного знакомства с Масхадовым, в том числе и много чего решившую встречу накануне Хасавюрта с отцом нынешнего правителя Чечни Ахматом Кадыровым.

После ухода с государственной службы занимался предпринимательской деятельностью. В конце жизни был помощником на общественных началах депутата Государственной Думы, бывшего директора ФСБ Николая Ковалёва, а также членом Национального антикоррупционного комитета.
Сергей Филиппович Харламов был убит профессиональным киллером у подъезда своего дома в Москве 31 октября 2002 года.